# Manuel Lozano Leyva
Manuel Luis Lozano Leyva (Sevilla, 1949) es un físico nuclear, escritor y divulgador científico. Desde 1994 es catedrático de Física Atómica, Molecular y Nuclear en la Facultad de Física de la Universidad de Sevilla.

## Biografía
Ha investigado en los campos de la física de Reacciones Nucleares, Estructura nuclear, Cosmología, Astrofísica Mecánica Cuántica Relativista, y Tecnología Nuclear.
Es autor de varias novelas históricas ambientadas en el siglo XVIII como El enviado del rey (Salamandra, 2000), donde reconstruye la vida cotidiana del setecientos en una trama centrada en torno a las minas de mercurio de Almadén, Conspiración en Filipinas (Salamandra, 2003) y El galeón de Manila (Ediciones B, 2006); asimismo  ha escrito La excitación del vacío (Diagonal, 2003), ambientada en tiempos actuales.
Como  divulgador científico ha publicado obras como: El cosmos en la palma de la mano (Debate-Mondadori 2003), De Arquimedes a Einstein: Los diez experimentos más bellos de la historia de la física (Debate-Mondadori, 2005), Los hilos de Ariadna: diez descubrimientos científicos que cambiaron la visión del mundo (Debate-Mondadori, 2007), Nucleares, ¿por qué no? (Debate, 2009) y ha realizado una serie de divulgación científica de trece capítulos para televisión, Andaluciencia.

## Libros de Divulgación
- Manuel Lozano Leyva (2002). La excitación del vacío. Ed. Diagonal. 272p. ISBN 8495808897

- Manuel Lozano Leyva (2005). De Arquímedes a Einstein. Ed. Debolsillo. 256p. ISBN 8483463539

- Manuel Lozano Leyva (2010). Nucleares, ¿por qué no?. Ed. Debolsillo. 320p. ISBN 8499082408

- Manuel Lozano Leyva (2011). Lecciones de Fukushima. Ed. DEBATE.  p. ISBN 9788499920719

- Manuel Lozano Leyva (2012). El fin de la ciencia. Ed.Debate. 416p. ISBN 8499921485

- Manuel Lozano Leyva (2016). El cosmos en la palma de la mano. Ed. Debolsillo.  400p. ISBN 9788499081182

- Manuel Lozano Leyva (2016). Los hilos de Ariadna. Ed. Debolsillo. 528p. ISBN 8483467488

- Manuel Lozano Leyva (2023). La hechicera, el gato y el demonio. De Zenón a Stephen Hawking: 12 experimentos imaginados que cambiaron la historia. Ed. Debate. 296p. ISBN 9788419399441

## Libros Históricos
- Manuel Luis Lozano Leyva (2015). La rebelión de la Vulcano. Ed.Algaida. 432p. ISBN 8490672997

- Manuel Luis Lozano Leyva (2013). El gran Mónico. Ed.Debate. 192p. ISBN 8499922880

- Manuel Luis Lozano Leyva (2006). El Galeón De Manila . Ed.Ediciones B. 384p. ISBN 8466626204

- Manuel Luis Lozano Leyva (2001). Conspiración en Filipinas. Ed.Salamandra. 320 p. ISBN 8478886710

- Manuel Luis Lozano Leyva (2000). El enviado del rey. Ed. Salamandra. 320 p. ISBN 8478885250

## Medios audiovisuales
Presentador de la serie de documentales (2006) Andaluciencia